# The New Pornographers
The New Pornographers è un gruppo indie rock canadese di Vancouver, Columbia Britannica, formato nel 1997.
I New Pornographers sono spesso etichettati come supergruppo indie, per via delle rilevanti associazioni dei numerosi membri della band con altri progetti musicali non di poco conto.
Il genere musicale dei New Pornographers si ispira chiaramente al power pop e, più in generale, a una certa musica tipica degli anni ottanta, sebbene i loro pezzi siano mediamente considerati di una maggiore complessità armonica e melodica rispetto a quelli dei loro generi di riferimento.
La band ha pubblicato otto album in tutto: Mass Romantic, nel 2000, Electric Version del 2003, Twin Cinema nel 2005, LIVE! nel 2006 e Challengers, nel 2007, Together nel 2010, Brill Bruisers nel 2014 e Whiteout Conditions nel 2017.

## Membri
- Dan Bejar (chitarra, voce)
- Kathryn Calder (voce, pianoforte)
- Neko Case (voce)
- John Collins (basso elettrico)

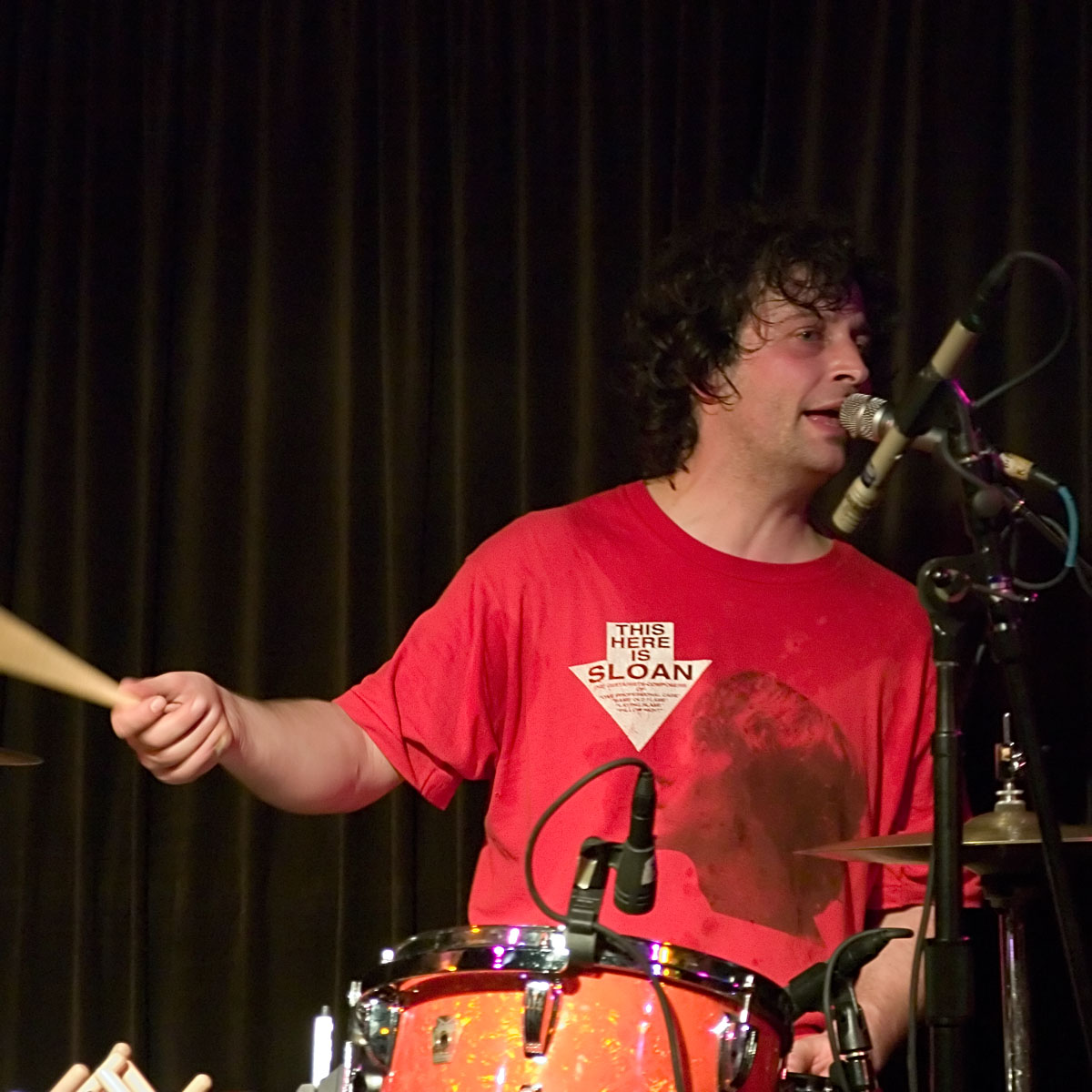
Kurt Dahle (batteria)
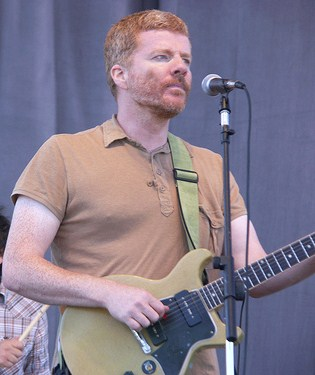
A.C. Newman
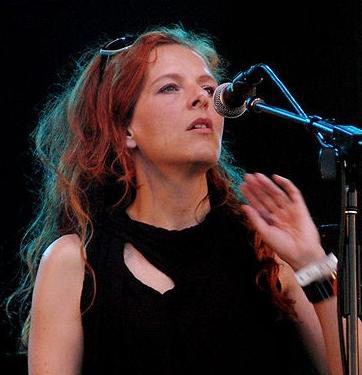
Neko Case 2009

- Todd Fancey (chitarra)
- Carl Newman (voce, chitarra, armonica)
- Nora O'Connor (voce)
- Blaine Thurier (tastiere)

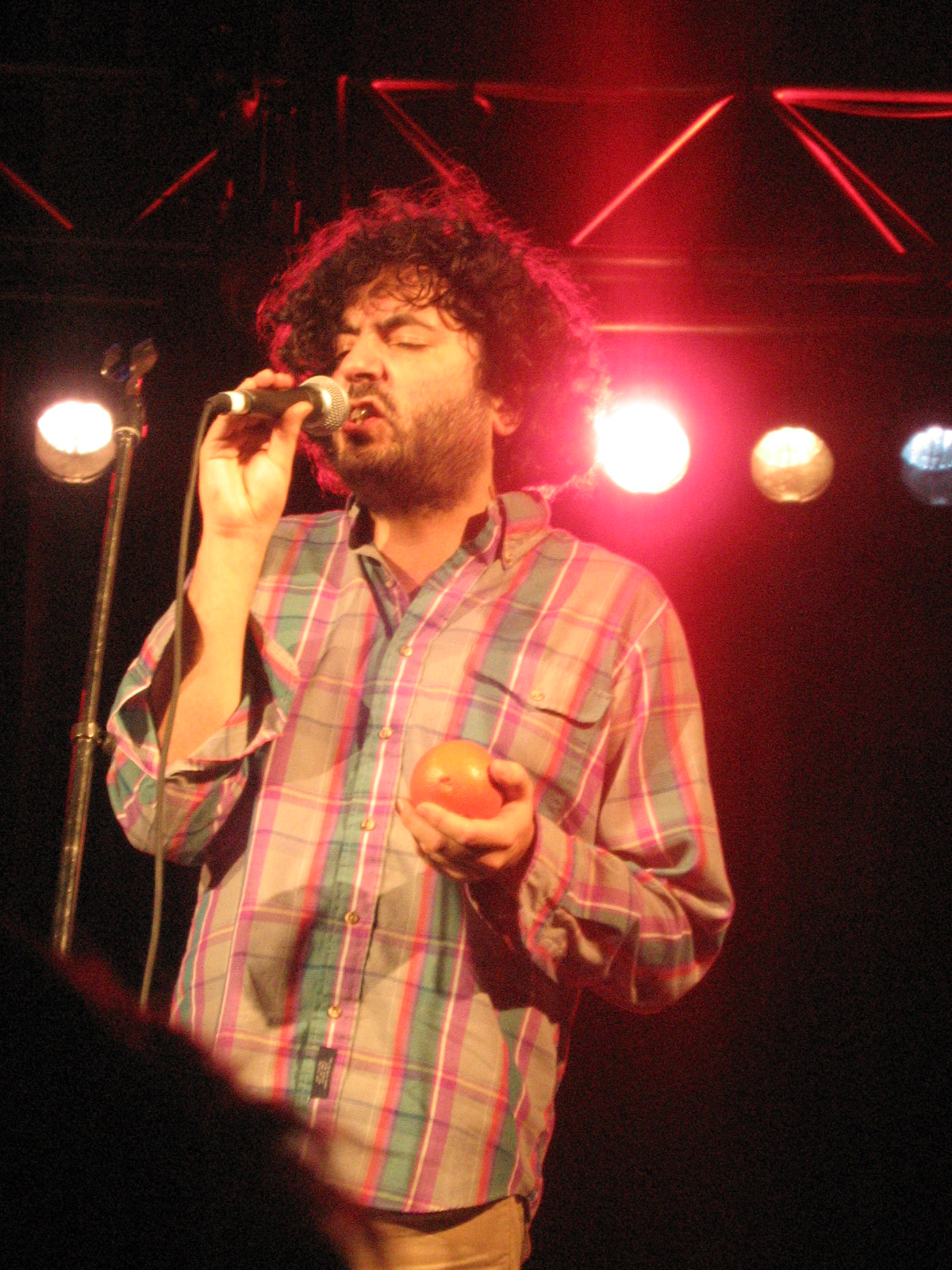
Dan Bejar
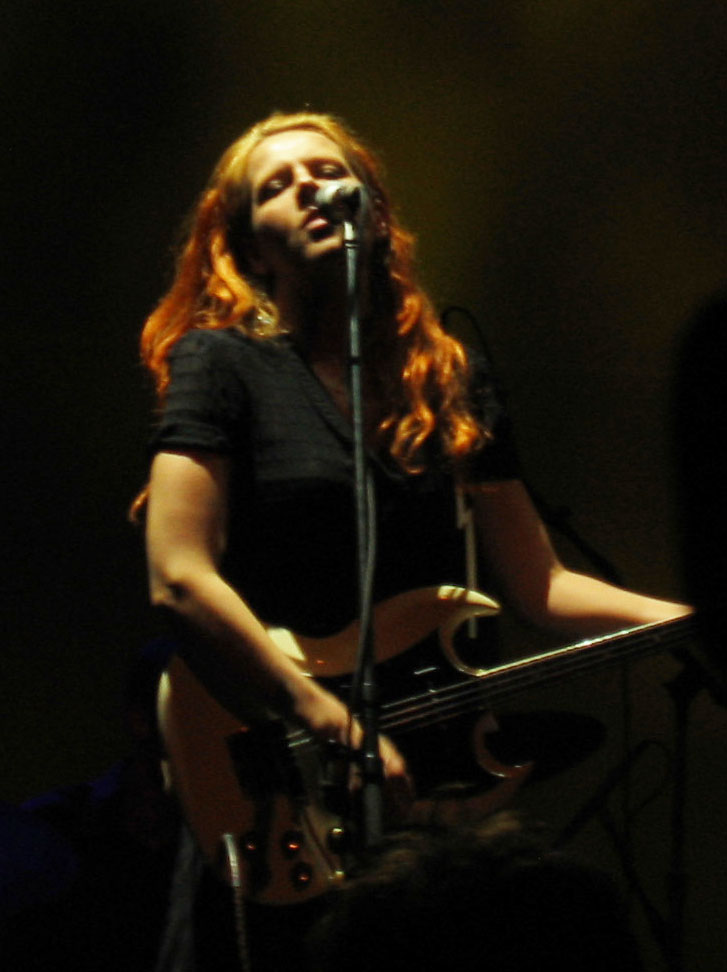
Neko Case
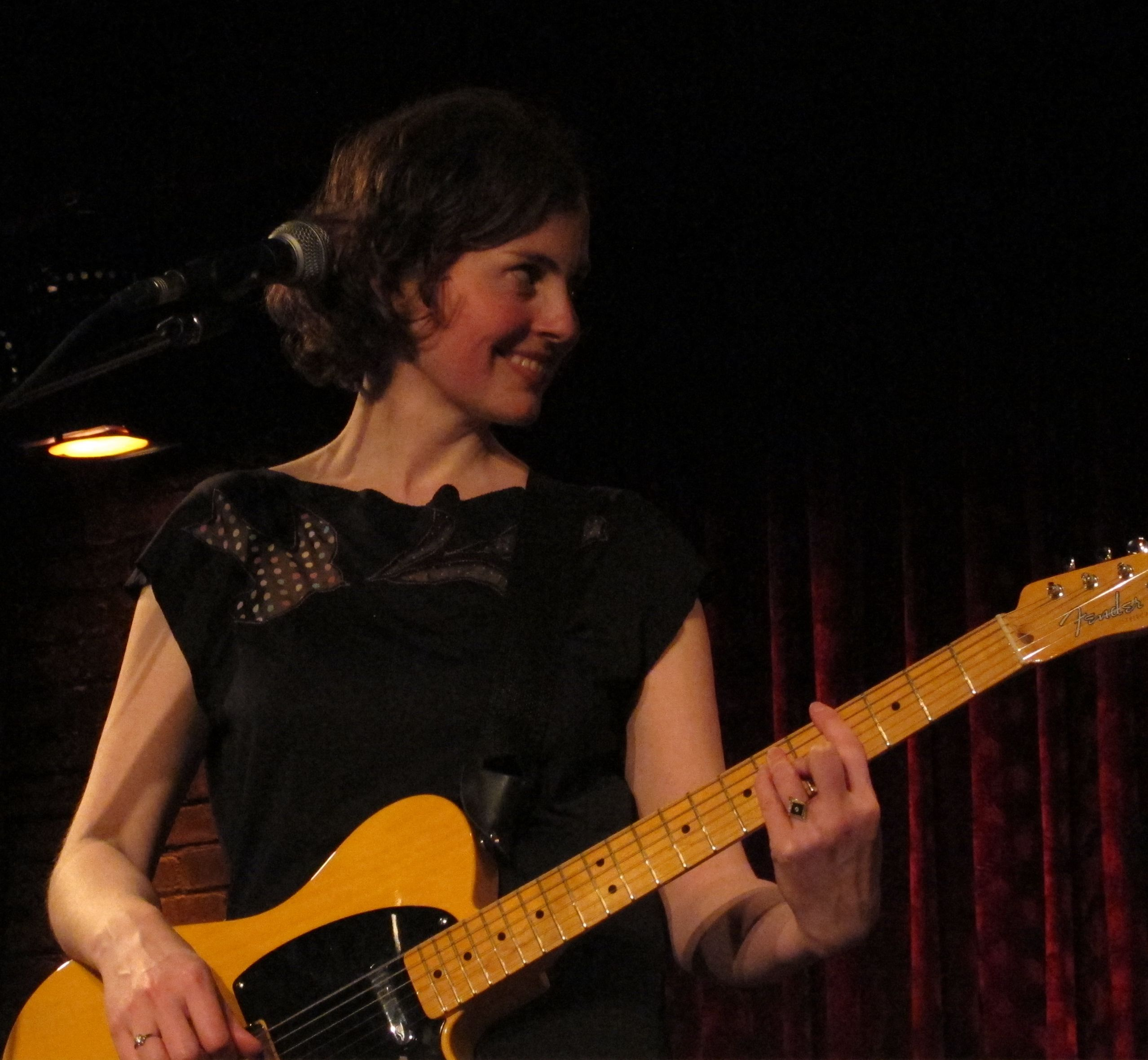
Kathryn Calder

- Kurt Dahle
- A.C. Newman
- Neko Case 2009

## Discografia
Album in studio
- 2000 - Mass Romantic
- 2003 - Electric Version
- 2005 - Twin Cinema
- 2007 - Challengers
- 2010 - Together
- 2014 - Brill Bruisers
- 2017 - Whiteout Conditions
- 2019 - In the Morse Code of Brake Lights
- 2023 - Continue as a Guest

Live
- 2006 - LIVE!
- 2008 - LIVE from SoHo (iTunes Exclusive)